# Tömmelsdorf
Tömmelsdorf é um município da Alemanha localizado no distrito de Saale-Orla, estado de Turíngia.
Pertence ao Verwaltungsgemeinschaft de Triptis.

## Demografia
Evolução da população (31 de dezembro):
| - 1994 - 147 - 1995 - 151 - 1996 - 155 - 1997 - 153 | - 1998 - 150 - 1999 - 146 - 2000 - 146 - 2001 - 143 | - 2002 - 136 - 2003 - 136 - 2004 - 139 |

 Fonte: Thüringer Landesamt für Statistik